# La Savetière prodigieuse
La Savetière prodigieuse (en espagnol : La zapatera prodigiosa) est une pièce de théâtre de Federico García Lorca jouée pour la première fois en le 24 décembre 1930 à Buenos Aires, en Argentine, avant de connaître le succès en Europe.

## Sujet
La pièce relate un mariage de convenance et la lutte d'une femme entre sa vie et ses véritables désirs.

## Historique
L'œuvre est jouée pour la première fois à Buenos Aires le 24 décembre 1930, puis au Teatro Español de Madrid, sur une mise en scène de Cipriano Rivas Cherif.

## Distribution
La comédienne Margarita Xirgu, égérie de Lorca, fait partie de la distribution. Elle y joue le rôle titre de La Savetière, inspiré de la vie de l'écrivaine et peintre avant-gardiste Agustina González López, dite La Zapatera (1891-1936), fusillée plus tard par les nationalistes pendant la guerre d'Espagne peu après l'assassinat de Lorca.